# Cokendolpherius
Genre
Cokendolpherius est un genre de schizomides de la famille des Hubbardiidae.

## Distribution
Les espèces de ce genre sont endémiques de Cuba.

## Liste des espèces
Selon Schizomids of the World (version 1.0) :
- Cokendolpherius ramosi Armas, 2002

et décrit depuis
- Cokendolpherius jumagua Teruel & Rodriguez, 2010

## Étymologie
Le genre est nommé en l'honneur de James Craig Cokendolpher.

## Publication originale
- Armas, 2002 : Dos géneros nuevos de Hubbardiidae (Arachnida: Schizomida) de Cuba. Revista Iberica de Aracnologia, vol. 5, p. 3-9 (texte original).